# دوشیزگان آوینیون
دوشیزگان آوینیون (به فرانسوی: Les Demoiselles d'Avignon) اثری از نقاش معاصر اسپانیایی، پابلو پیکاسو (۱۸۸۱ - ۱۹۷۳ میلادی) و حتی به گفته هفته‌نامه نیوزویک، تأثیرگذارترین کار هنری در یک صد سال گذشته‌است.
پیکاسو این اثر را در تابستان ۱۹۰۷ و در فرانسه، پس از بازدید از نمایشگاهی از ماسک‌های آفریقایی که در پاریس برپا بود، کشید. این اثر هنری قرن بیستم پنج زن جوان را در فاحشه‌خانه‌ای در خیابان آوینیون در شهر بارسلونای اسپانیا نشان می‌دهد. پیکاسو در خلق این اثر از زوایایی تند، اغراق در خصوصیات چهره و حتی خصیصه‌هایی آنامورفیک الهام گرفته از ماسک‌های آفریقایی که پیشتر دیده بود، استفاده کرد. او بعدها نیز از این روش در خلق چهره‌ها در آثارش بهره ‌برد و به گفته بسیاری از منتقدان هنری آثارش  انسان‌ها را با نقابی بر صورت‌شان تصویر می‌کرد.
این اثر یکی از مهم‌ترین آثار در دوران ابتدایی شکل‌گیری کوبیسم و نقطه عطفی در حوزه هنر مدرن به‌شمار می‌آید. دوشیزگان آوینیون اکنون در موزه هنر مدرن در نیویورک نگهداری می‌شود.